# Towarzystwo Krzewienia Kultury Teatralnej
Towarzystwo Krzewienia Kultury Teatralnej – instytucja zrzeszająca teatry warszawskie utworzona w 1933 roku.
Utworzona w 1933 z inicjatywy Arnolda Szyfmana i Władysława Zawistowskiego instytucja zarządzająca teatrami w Warszawie. Celem jej utworzenia było zapewnienie teatrom mecenatu państwa. Członkami założycielami byli literaci, artyści oraz Prezes Rady Ministrów, ministrowie: Spraw Wewnętrznych, Spraw Zagranicznych, Opieki Społecznej, Wyznań Religijnych i Oświecenia Publicznego i Spraw Wojskowych, prezesi banków: Banku Polskiego, Banku Gospodarstwa Krajowego i PKO.
Dyrektorem TKKT został Arnold Szyfman przy współpracy Władysława Zawistowskiego i Juliusza Kaden-Bandrowskiego.
Początkowo TKKT obejmowało Teatr Polski i Teatr Mały, od 1934 również Narodowy, Nowy i Letni, a od 1935 również Powszechny.
Repertuar został podzielony pomiędzy teatry. W Polskim i Narodowym grano sztuki klasyczne polskie i obce, w Nowym awangardowe, w Małym i Letnim komedie obyczajowe i muzyczne.
Od 1934 TKKT wydawało miesięcznik Teatr pod redakcją Eugeniusza Świerczewskiego.